# Jean de Harismendy
Pour les articles homonymes, voir Harismendy.
Jean II de Harismendy,  est un prélat français, évêque désigné de Tarbes au XVIe siècle. 

## Biographie
Jean de Harismendy, prêtre navarrais et protégé d'Antoine Ier de Gramont est nommé à la demande de ce dernier évêque de Tarbes par le roi Henri III de France en 1576. Toutefois le prélat désigné refuse d'avancer les sommes nécessaires pour obtenir ses bulles de confirmation. Après la mort d'Antoine de Gramont à la fin de la même année, la famille de Gramont demande au roi de confier le diocèse à l'un de ses autres clients Salvat d'Iharse un clerc du diocèse de Bayonne.